# Andra bullar (musikalbum)
Andra bullar är den svenska proggruppen Andra bullars självbetitlade debutalbum, utgivet 1979 på skivbolaget Silence Records (skivnummer SRS 4657).

## Låtlista
A
1. "Fabriksflickans klagan" – 2:20 (trad.)
2. "Jag blåste i min pipa" – 2:21 (trad.)
3. "Att gifta sig har ingen brådska"  – 1:08 (trad.)
4. "Visa om Bagarestrejken" – 2:36 (trad.)
5. "Folkvisa" – 2:03 (Margareta Abrahamsson)
6. "Balladen om brödupproret" – 4:52 (musik: Sven-Eric Johanson, text: Kent Andersson)
7. "Jorum" – 2:31 (musik: Olle Jöderholm, text: Erik Axel Karlfeldt)

B
1. "Trelaa" – 1:20 (trad.)
2. "Alla gossar äro klara som en dag" – 1:41 (trad.)
3. "Ungflicksvisa" – 3:00 (musik: Malte Krook, text: Margareta Abrahamsson)
4. "Sälla är de flickor som slipper gå och tjäna" – 2:13 (trad.)
5. "Stackars tjej" – 2:46 (Gerald Marks, Seymor Simons), svensk text: Margareta Abrahamsson, originaltitel; "All of Me")
6. "Rösträttskvinnorna" – 3:16 (musik: trad., svensk text: Axel Engdahl, originaltitel: "Sejle op ad åen")
7. "Sömmerskorna på Tjolöholm och flickorna på Snöraholms korsettfabrik" – 1:55 (musik: trad., text: Axel Liedholm)
8. "Depressiva tankar kan ibland kompenseras med kaffe och bullar" – 2:19 (Irving Berlin, svensk text: Tage Danielsson, Hans Alfredson, originaltitel: "Let's Have Another Cup of Coffee")

## Medverkande
- Margareta Abrahamsson – sång, gitarr, mandolin, dragspel, bjällror
- Gunnell Bergstrand – sång, gitarr, mandolin, blockflöjt
- Eva Blume – sång, gitarr, fiol
- Malte Krook – bas, piano
- Annika Nordström – sång, gitarr, fiol, dragspel, flöjt
- Agneta Reftel – sång, gitarr, trummor

### Fotnoter
1. ↑  ”Andra bullar”. Progg.se. Arkiverad från originalet den 18 augusti 2010. https://web.archive.org/web/20100818215412/http://www.progg.se/band.asp?ID=43&skiva=214. Läst 1 september 2012.